# Meares Passage
De Meares Passage is een zeestraat in de Alexanderarchipel in de Alaska Panhandle in het zuidoosten van Alaska in de Verenigde Staten.

## Geografie
De zeestraat ligt tussen Suemez Island in het westen, Dall Island in het oosten en Prins van Waleseiland in het noorden. In het zuidwesten mondt de zeestraat uit in de Golf van Alaska. In het noorden gaat in noordwestelijke richting de Ulloa Channel en in oostelijke richting de Tlevak Strait.
Het waterlichaam ligt in de mariene ecoregio Noord-Amerikaans Pacifisch Fjordland.

## Geschiedenis
De straat werd vernoemd door William Healey Dall naar kapitein John Meares van de Royal Navy die in 1788 hier op handelsreis was.